# Distrito electoral de Grant (condado de Colfax, Nebraska)
Grant (en inglés: Grant Precinct) es un distrito electoral ubicado en el condado de Colfax en el estado estadounidense de Nebraska. En el Censo de 2010 tenía una población de 234 habitantes y una densidad poblacional de 2,5 personas por km².

## Geografía
Grant se encuentra ubicado en las coordenadas 41°31′56″N 97°4′9″O / 41.53222, -97.06917. Según la Oficina del Censo de los Estados Unidos, Grant tiene una superficie total de 93.62 km², de la cual 93.2 km² corresponden a tierra firme y (0.44%) 0.41 km² es agua.

## Demografía
Según el censo de 2010, había 234 personas residiendo en Grant. La densidad de población era de 2,5 hab./km². De los 234 habitantes, Grant estaba compuesto por el 97.01% blancos, el 0% eran afroamericanos, el 0.85% eran amerindios, el 0.43% eran asiáticos, el 0% eran isleños del Pacífico, el 1.28% eran de otras razas y el 0.43% pertenecían a dos o más razas. Del total de la población el 4.27% eran hispanos o latinos de cualquier raza.